# 苏桑伊什
苏桑伊什是葡萄牙布拉干萨区的一个堂区。总面积36.2平方公里，总人口770人，人口密度21.4人/平方公里。